# Organización del Pueblo en Lucha
La Organización del Pueblo en Lucha (OPL, en creole:Oganizasyon Pèp Kap Lité, en francés:Organisation du peuple en lutte) es un partido político de Haití que se originó en el movimiento político Familia Lavalas.
Su actual presidente es Pierre Etienne.
Es miembro de la Internacional Socialista.

## Historia
La OPL creció paralelamente a Lavalas durante los años 90, para finalmente separarse de esa organización en 1997, cuando el partido pasó a llamarse Organización Política Lavalas, para finalmente adoptar el actual nombre. La salida del movimiento político Familia Lavalas de la OPL significó que el nuevo Lavalas (o Fanmi Lavalas) iba a tener pocos militantes que apoyaron a Aristide.
La OPL formó una mayoría en el Parlamento haitiano entre 1995 y 1997, y nombra primer ministro a Rosny Smarth. El OPL estaba a favor de la privatizaciones y de la austeridad económica, con el objetivo de despedir a miles de trabajadores públicos, para así poder complacer a las instituciones internacionales de financiamiento. Después de haber perdido las elecciones legislativas de 1997, la OPL denunció los resultados como fraudulentos.
La OPL fue fuertemente financiada por agencias gubernamentales extranjeras[cita requerida], y tomó parte de la desestabilización hacia el gobierno constitucional de 2001-2004.
En las elecciones presidenciales del 7 de febrero de 2006, la OPL candidató a Paul Denis y obtuvo 2,62% del voto popular. El partido obtuvo en las elecciones senatoriales el 6% del voto, y 3 escaños de 30. En la Cámara de Diputados obtuvo 10 escaños de 99.
Forma en la actualidad una coalición con el gobierno de Jacques-Édouard Alexis.